# 도자와 마사스케
도자와 마사스케(일본어: 戸沢正良, 1761년 ~ 1786년 9월 8일)는 일본 에도 시대의 다이묘로, 신조번의 7대 번주이다. 호레키 11년(1761년)에 태어났다고도 하고, 호레키 12년(1762년) 4월 16일에 태어났다는 설도 있다.
신조 번의 5대 번주 도자와 마사노부의 둘째 아들로 태어났다. 안에이 9년(1780년), 형이자 6대 번주인 도자와 마사타다가 사망하자, 양자가 되어 가문을 계승하고 번주가 되었다. 같은 해 12월 28일, 종5위하, 가즈에노카미(主計頭)에 서임되었다. 번 재정난으로 인해 통치에 어려움을 겪었고, 덴메이 3년(1783년)부터 덴메이 대기근을 맞아, 가신에게 지급할 급여도 식비만 줄 수 있는 지경에 이르렀다고 한다. 덴메이 6년(1786년) 8월 16일(또는 8월 10일), 26세의 나이로 사망하였다. 자식이 없어 종형제인 도자와 마사치카가 그 뒤를 이었다.
| 전임 도자와 마사타다 | 제7대 신조번 번주 1780년 ~ 1786년 | 후임 도자와 마사치카 |